# تيبي تشيكاشي
تيبي تشيكاشي (باليابانية: 近石 哲平) (مواليد 31 يناير 1989) هو لاعب كرة قدم ياباني.

## وصلات خارجية
- تيبي تشيكاشي على موقع رابطة كرة القدم اليابانية للمحترفين (اليابانية)
- تيبي تشيكاشي على موقع قاعدة بيانات كرة القدم.إي يو (الإنجليزية)
- تيبي تشيكاشي على موقع Soccerway.com (الإنجليزية)